# Pozo-Lorente
Pozo-Lorente är en kommun i Spanien.   Den ligger i provinsen Provincia de Albacete och regionen Kastilien-La Mancha, i den östra delen av landet, 240 km sydost om huvudstaden Madrid. Antalet invånare är 448. Arean är 81 kvadratkilometer. Pozo-Lorente gränsar till Alatoz, Higueruela, Casas de Juan Núñez, Villavaliente och Jorquera. 
Terrängen i Pozo-Lorente är platt åt nordväst, men åt sydost är den kuperad.